# Юозас Ґрушас
Юо́зас Ґру́шас (лит. Juozas Grušas; 16 [29] листопада 1901, село Жаджюнай Шяуляйський повіт — 21 травня 1986, Каунас) — литовський письменник, драматург, прозаїк, перекладач, есеїст.

## Життєпис
Народився у родині агрогосподаря. Першим його вчителем був поет Йонас Крікщюнас-Йоварас, який навчив грамоти та зацікавив літературою.
1914 — закінчив початкову школу.
1919 — почав працювати на шкіряній фабриці Гаіма Френкеля.
1920—1924 — навчався у шяуляйській гімназії.
1924 — поступив на юридичний факультет Литовського Університетуув Каунасі (з 1930 Університет Вітовта Великого), пізніше вивчав у тому ж університеті литовську мову та літературу, германистику, педагогіку. За іншими свідченнями, на факультеті теології і філософії 1924—1928 роках вивчав литовську та німецьку літературу і педагогіку. Закінчив університет у 1931.
1928—1939 — працював у Каунасі вчителем.
1931 — викладав литовську мову та історію на педагогічних курсах юдейських вчителів спілки «Трабут».
Був редактором католицького щотижневика „Mūsų laikraštis“ (1928—1939). Співробітничав у різних газетах та часописах („Athenaeum“, „Kultūra“, „Lietuva“, „Literatūros naujienos“, „Naujoji Romuva“, „Židinys“ и другие). Користувався псевдонімами Juozas Kriaušė, J. Kriaušė, Lionginas Padanginė
.
1937 — голова правління Спілки литовських письменників.
1940—1941 — відповідальний редактор Державного видавництва художньої літератури Литви.
1941—1944 мешкав у Йонішкісі. Після війни завідував літературною частиною у Шяуляйському драматичному театрі.
З 1948 — був членом спілки письменників Литви.
З 1949 — мешкав у Каунасі, займаючись творчістю.
Похований на Петрашунському цвинтарі в Каунасі.

## Творчість
Початок літературної діяльності датується 1925 роком. Друкував оповідання, вірші, фейлетони. Перша збірка оповідань „Ponia Bertulienė“ («Пані Бертулене») вийшла у 1928. Збірка оповідань „Sunki ranka“ («Важка рука») була відзначена літературною премією видавництва „Spindulys“ (1937). Автор роману „Karjeristai“ («Кар'єристи», 1935). Виступав як літературний критик.
1944 — дебютував у драматургії „Tėvas“ («Батько»; у пізнішій редакції «Батько і син»), яку поставили у 1945 в Шяуляйському, у 1959 — у Клайпедському драматичних театрах.
Автор комедії „Dūmai“ («Дим»; поставлена у Драматичному театрі Юозаса Мільтініса, 1955, трагедії „Herkus Mantas“ («Геркус Мантас»; поставлена у Каунаському музично-драматичному театрі, 1957), п'еси „Vedybų sukaktis“ («Весільний ювілей»; поставлена у Каунаському музично-драматичному театрі, 1959), драми „Profesorius Markas Vidinas“ («Професор Марк Відін»; поставлена у Каунаському драматичному театрі, 1962), драми „Adomo Brunzos paslaptis“ («Таємниця Адомаса Брунзи»; поставлена у Драматичному театрі Юозаса Мільтініса, 1966; у тому ж році у Раквері, у 1975 — у Кустанаї), трагікомедії „Meilė, džiazas ir velnias“ («Любов, джаз і чорт»"; постановка в Лієпайському театрі 1966, у Паневежісі в 1967, у 1969 — в Шяуляй та Вільянді), трагікомедії „Pijus nebuvo protingas“ («Піюс не був розумний»; прем'єра у Паневежісі, 1974).
Окрім п'єси про Геркуса Мантасе, написав низку історичних драм — „Barbora Radvilaitė“ («Барбора Радвілайте», 1972), „Švitrigaila“ («Швітрігайла», 1976), „Mykolas Glinskis“ («Міхаїл Глинський», 1984).
П'єси та оповідання Грушаса перекладені на вірменську, азербайджанську, білоруську, естонську, латиську, німецьку, польську, московську, угорську, узбецьку, українську мови. Так, українською в перекладі Надії Непорожньої оповідання письменника «Кращий, ніж сонце» ввійшло до антології «Литовське радянське оповідання» (К.: «Дніпро», 1981. — С. 25-34; серія «Радянські оповідання»). Грушас переклав литовською мовою російські п'єси «Бригадир» та «Недоросток» Дениса Фонвізіна (1948), Дмитро Донський Сергія Бородина, «Іван Грозний» Валентина Костилева (1951—1952).

### Книжки
- Ponia Bertulienė. Kaunas: «Vairo» bendrovė, 1928. 176 p.
- Karjeristai: romanas. Kaunas: Sakalas, 1935. 398 p.
- Sunki ranka. Kaunas: Sakalas, 1937. 205 p.
- Pabučiavimas: novelės. Brooklyn, N.Y.: Gabija, 1953. 155 p.
- Dūmai: keturių veiksmų penkių paveikslų komedija. Vilnius: Valstybinė grožinės literatūros leidykla, 1956. — 94 p.
- Karjeristai: romanas. 2 d. 2-asis leidimas. London: Nida, 1956.
- Karjeristai: romanas. Vilnius: Valstybinė grožinės literatūros leidykla, 1957. 289 p.
- Herkus Mantas: penkių veiksmų tragedija. Vilnius: Valstybinė grožinės literatūros leidykla, 1957. 77 p.
- Profesorius Markas Vidinas: pjesių rinkinys. Vilnius: Valstybinė grožinės literatūros leidykla, 1963. 252 p.
- Adomo Brunzos paslaptis. Zigmantas Sierakauskas: dramos. Vilnius: Vaga, 1967. 160 p.
- Meilė, džiazas ir velnias: tragiška komedija. Vilnius: Vaga, 1967. 105 p.
- Rūstybės šviesa. Vilnius: Vaga, 1969. 196 p.
- Žmogus be veido. Herkus Mantas: dvi dramos. Vilnius: Vaga, 1970. 200 p.
- Karjeristai. Vilnius: Vaga, 1971. 288 p.
- Raštai. T. 1–3. Vilnius: Vaga, 1971—1973.
- Barbora Radvilaitė: dramos. Vilnius: Vaga, 1972. 471 p.
- Laimingasis — tai aš. Vilnius: Vaga, 1973. 293 p.
- Švitrigaila: dramos. Vilnius: Vaga, 1976. 467 p.
- Rekviem bajorams. Unija: dramos. Vilnius: Vaga, 1978. 276 p.
- Gintarinė vila: dviejų dalių drama. Vilnius: Vaga, 1979. 91 p.
- Raštai. T. 1–5. Vilnius: Vaga, 1980—1981.
- Tiesa — laukinis žirgas. Vilnius: Vaga, 1984. 231 p.
- Gyvų sienojų namai: apsakymai ir novelės. Vilnius: Vaga, 1985. 326 p..
- Herkus Mantas: dramos. Kaunas: Šviesa (Mokinio biblioteka), 1988. 361 p. ISBN 5-430-00158-9
- Už saulę gražesnis: apsakymai ir novelės. Vilnius: Baltos lankos, 1998. 210 p. ISBN 9986-813-85-9
- Diktatorius; Eduardo Dargio nusikaltimas: pjesės. Vilnius: Lietuvos rašytojų sąjungos leidykla, 2001. 193 p. ISBN 9986-39-190-3
- Meilė, džiazas ir velnias; Barbora Radvilaitė: pjesės. Vilnius: Alma littera, 2002. 254 p. ISBN 9955-08-076-0
- Barbora Radvilaitė: poetinė drama (parengė Agnė Iešmantaitė). Vilnius: Žaltvykslė, 2005. 136 p. ISBN 9986-06-075-3
- Herkus Mantas: istorinė poetinė drama (parengė Agnė Iešmantaitė). Vilnius: Žaltvykslė, 2005. 98 p. ISBN 9986-06-114-8
- Meilė, džiazas ir velnias: tragikomedija (parengė Agnė Iešmantaitė). Vilnius: Žaltvykslė, 2007. 135 p. ISBN 9986-06-113-X
- Neoromantinės poetinės Juozo Grušo dramos: skaitiniai (sud. Agnė Iešmantaitė). Vilnius: Žaltvykslė, 2007. — 190 p. — ISBN 978-9986-06-241-7
- Lietuvių grotesko ir ironijos dramos: Juozas Grušas, Kazys Saja, Saulius Šaltenis: skaitiniai (sud. Agnė Iešmantaitė). Vilnius: Žaltvykslė, 2007. 223 p. ISBN 978-9986-06-231-8
- Laimingasis: dramos, apsakymai, novelės (sud. Gediminas Mikelaitis). Vilnius: Lietuvos rašytojų sąjungos leidykla, 2011. 699 p. ISBN 978-9986-39-682-6

## Пам'ять
1976 — на Литовській кіностудії створений документальний фільм „Laimingasis – tai aš“. Скульптор Дануте Даніте-Варнаускене створив портретні бюсти Грушаса (1972, 1976). У 1987 вулиці у кунаському мікрорайоні Шілайняй присвоєно ім'я драматурга.
1989 у будинку в Каунасі на вулиці Кальнечю, у якому письменник мешкав з 1938, почав діяти меморіяльний музей Юозаса Грушаса — філіал Музею літератури імені Майроніса.
2009 — при вході до музею встановлений стилізований горельєф.
1998 — ім'я Юозаса Грушаса присвоєно одній із шкіл у Каунасі.
2001 — до сторіччя були випущені плакат і іменний поштовий конверт.
2001 — відновлена літературна премія імені Юозаса Грушаса за найкращий літературний твір литовської літератури протягом останніх п'яти років.
2001 — почесний громадянин міста Каунас (посмертно).